# Plantago elongata
Plantago elongata är en grobladsväxtart som beskrevs av Frederick Traugott Pursh. Plantago elongata ingår i släktet kämpar, och familjen grobladsväxter.

## Underarter
Arten delas in i följande underarter:
- P. e. elongata
- P. e. pentasperma

## Bildgalleri

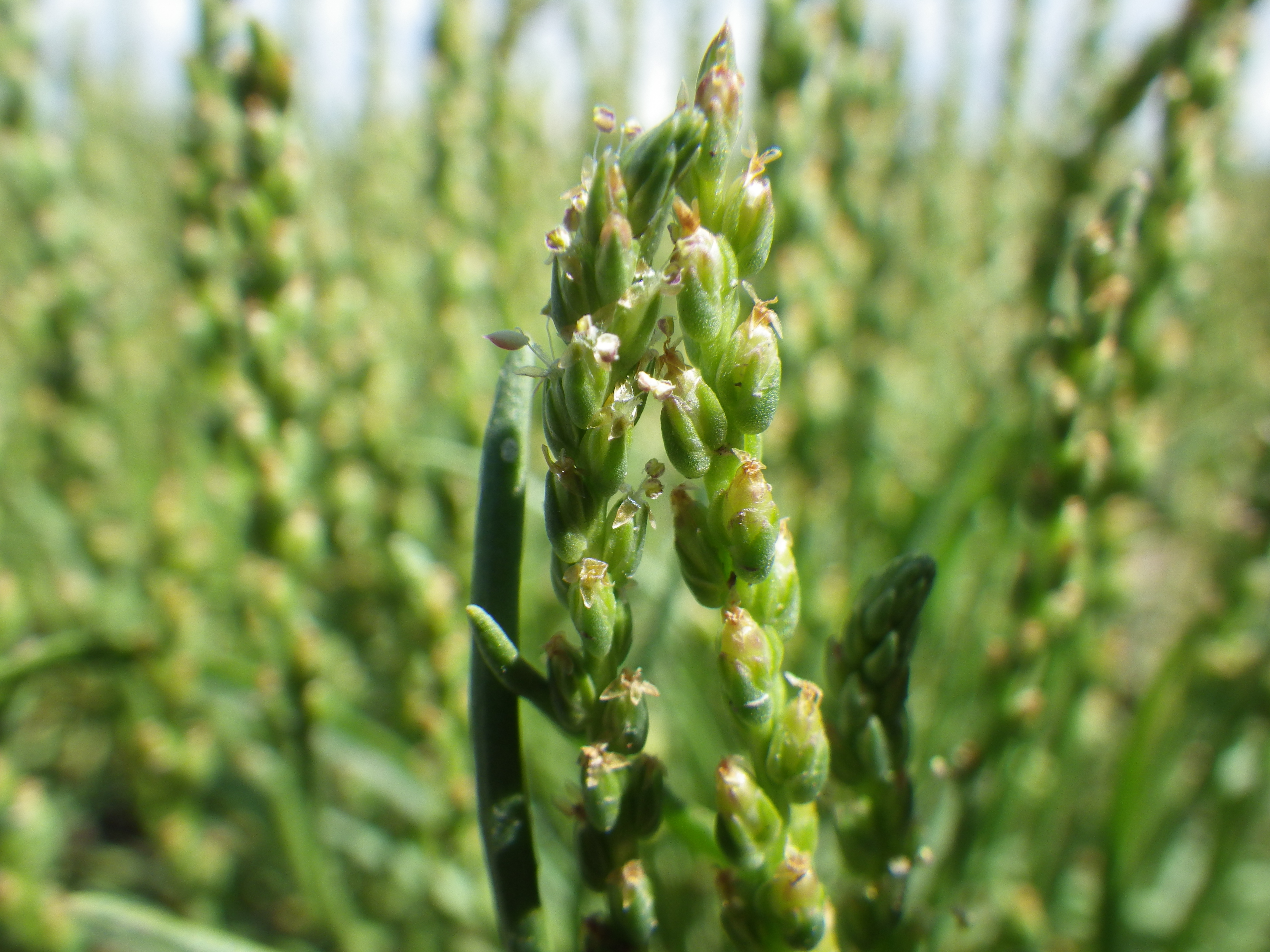